# Lodde
De lodde (Mallotus villosus) is de enige vertegenwoordiger van het monotypische geslacht Mallotus en een straalvinnige vis uit de familie van de spieringen (Osmeridae). Het dier behoort tot de orde van de spieringachtigen (Osmeriformes).

## Naam

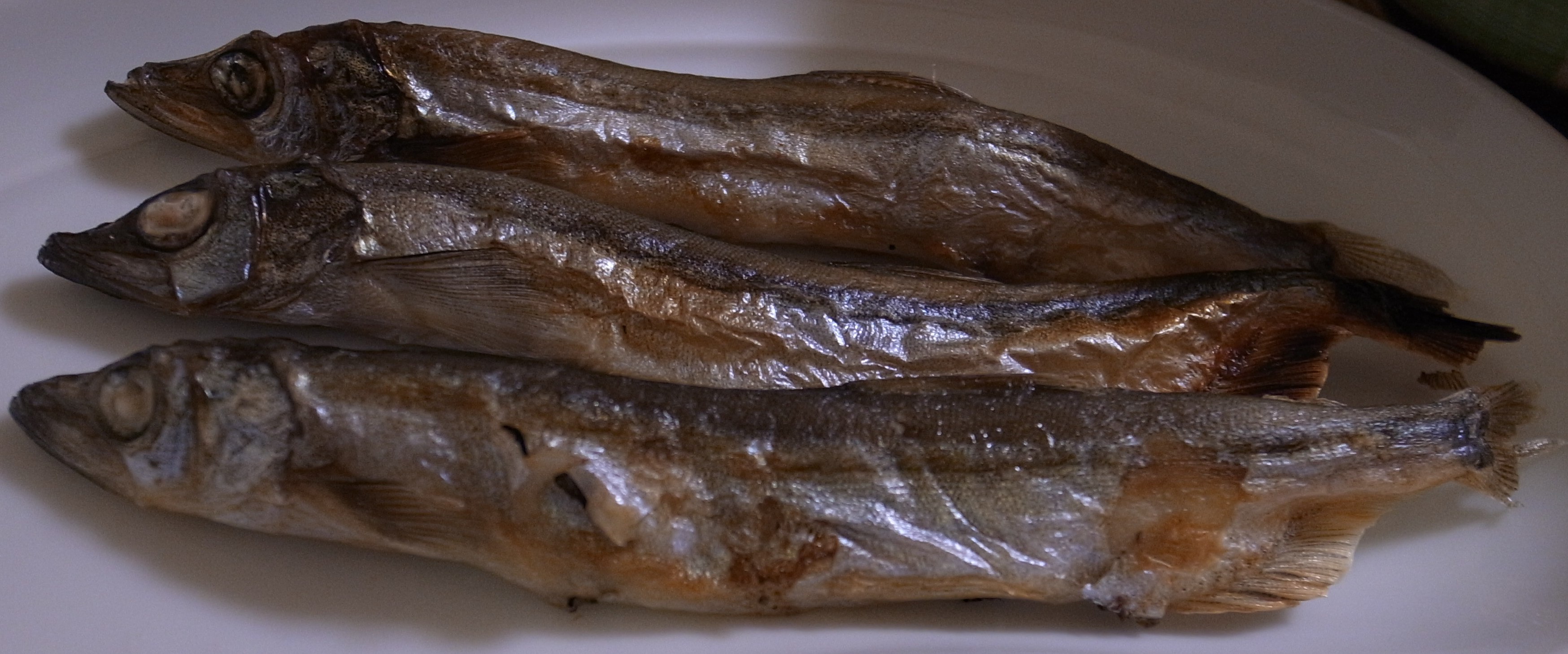
Gebakken lodde, Japan 2010.

De naam lodde is afgeleid van een oud Noors woord met de betekenis: behaard. In andere talen (Frans: capelan, Duits: Kapelan, Engels: capelin) is de vis genoemd naar zijn kop- en rugtekening, die doet denken aan het uiterlijk van een kapelaan of een andere geestelijke uit de Rooms-Katholieke Kerk.

## Kenmerken
De rug is olijfgroen, die vloeiend overgaat in zilverkleurige flanken en buik. Loddes hebben een vooruitstekende onderkaak. De vis is gemiddeld 15 cm lang, maar kan een lengte bereiken van 20 cm en een gewicht van 40 gram. De hoogst geregistreerde leeftijd is 10 jaar.

## Leefwijze
Het voedsel van deze scholenvissen bestaat hoofdzakelijk uit plankton, dat ze uit het water filteren met hun kieuwzeefborstels. Ook eten ze wormen en kleine vissen. Zelf worden ze gegeten door zeevogels, robben, dolfijnen en walvissen.

## Voortplanting

Leefomgeving en verplaatsingen van de lodde in de omgeving van IJsland.
Groen: Voedselgebieden van volwassen vissen.
Blauw: Leefomgeving van de jonge vissen.
Groene en blauwe pijlen: Verplaatsingen voor het zoeken naar voedsel
Rood: Paaiplaatsen.
Rode pijl:Verplaatsing in de paaitijd.

De meeste tijd leven de lodden in scholen in diep water. Een deel gaat één keer per jaar naar ondiepe, warmere kustgebieden om te paaien. De belangrijkste gebieden zijn de kusten van Newfoundland, Groenland en Rusland, IJsland en de Finse fjorden, waarbij ze vaak in brak en zoetwater komen. De ondersoort die leeft in de Grote Oceaan paait aan de kusten van Alaska en Brits-Columbia. De paaitijd is afhankelijk van het gebied tussen maart en oktober.
Tijdens het paaien worden veel vissen door de branding op het strand geworpen. De mannetjes, die tijdens de paaitijd haarachtige schubben hebben, houden de vrouwtjes tijdens het paaien vast. De meeste mannetjes sterven direct na het paaien. Een vrouwtje legt tussen de 6.000 en 12.000 eitjes, die in trossen aan elkaar kleven. De branding spoelt de eitjes tot 10 cm diep het zand in. Na 15 tot 20 dagen komen de eitjes uit.

## Verspreiding en leefgebied
De lodde komt zowel in zoet als zout water voor maar is ook in brak water waargenomen. De vis prefereert een polair klimaat en heeft zich verspreid over de Grote en Atlantische Oceaan. De diepteverspreiding is 0 tot 300 m onder het wateroppervlak.

## Relatie tot de mens
De lodde is voor de beroepsvisserij van groot belang. Het kuit van de lodde is een delicatesse. In Rusland, Japan en Oekraïne bestaat een markt voor deze vis. In Nederland wordt deze echter als imitatiekaviaar verkocht. In jaren waarin veel lodde wordt gevangen, wordt het grootste deel verwerkt tot visolie en vismeel.
De lodde is op het IJslandse 10 kronen muntstuk afgebeeld.